# Dinorah Marzullo
Dinorah Soares Marzullo Pêra (Rio de Janeiro, 30 de março de 1919 – Rio de Janeiro, 17 de março de 2013) foi uma atriz brasileira. Era filha de Emílio e da também atriz Antônia Marzullo (nascida Antônia de Oliveira Soares, 1894-1969), irmã do advogado e poeta Maurício Marzullo (1915-2008) e de Dinah Marzullo (1917-2005), viúva de Manuel Pêra (1894-1967) e mãe das atrizes Sandra e Marília Pêra (1943-2015).
Começou a trabalhar como corista em revistas, dançando e cantando, e, nos anos 40, teve despertado seu dom para comédias. Casou-se com o ator Manuel Pêra em 1939, no palco de um teatro em Porto Alegre.
O casal passou a integrar o elenco da companhia de Henriette Morineau: Os Artistas Unidos. Na montagem de Medeia, a filha de Madame Morineau, que fazia o papel título, foi a menina Marília Pêra, em sua estreia no teatro, com apenas quatro anos de idade.
Dinorah Marzullo trabalhou em várias peças e espetáculos de revista. Fez Casa de Caboclo, No Tabuleiro da Baiana, Gol!, Está Sobrando Mulher, entre outras. No cinema fez É a Maior, Como Vai, Vai Bem?, O Levante das Saias, Ele, Ela, Quem?, Esse Milhão É Meu, Casinha Pequenina.
Na televisão, participou das telenovelas Te Contei? (1978) e Uma Rosa com Amor (1972). Também teve sucesso com a personagem Agripina em um programa de humor da TV Tupi.
Atuou ao lado do neto, Ricardo Graça Mello, no extinto Zorra Total, (atualmente Zorra) interpretando Dona Giovanna, mãe do mafioso Don Gorgonzola (Agildo Ribeiro), conhecida pelo seu bordão: Perdi a Viagem! Vou Voltar pra Sicília!, sendo este seu último trabalho.

## Filmografia
Na Televisão
| Ano  | Título              | Personagem          | Notas                  |
| ---- | ------------------- | ------------------- | ---------------------- |
| 1964 | Gira o Mundo Gira   | Vários personagens  |                        |
| 1968 | Balança Mas Não Cai | Agripina            |                        |
| 1972 | Uma Rosa com Amor   | Carmen              |                        |
| 1972 | Caso Especial       | —                   | Episódio: "O Viajante" |
| 1973 | Caso Especial       | —                   | Episódio: "A Mãe"      |
| 1978 | Te Contei?          | Dona Carmela Lobato |                        |
| 2009 | Zorra Total         | Dona Giovanna       |                        |

No Cinema
| Ano  | Título                              | Papel       |
| ---- | ----------------------------------- | ----------- |
| 1936 | João Ninguém                        | —           |
| 1958 | É a Maior!                          | —           |
| 1959 | Esse Milhão É Meu                   | —           |
| 1967 | O Levante das Saias                 | Gabriela    |
| 1968 | Como Vai, Vai Bem?                  | —           |
| 1980 | Ele, Ela, Quem?                     | Secretária  |
| 2006 | Acredite, um Espírito Baixou em Mim | Avó de Lolô |

## Teatro[9]
- 1935 - Luar, Palhoça e Violão
- 1936 -  A Morte do Galo
- 1937 - Batendo Papo
- 1937 - Beco Sem Saída
- 1937 - O Mártir do Calvário
- 1937 - Quem Vem Lá?
- 1937 - Sinhô do Bomfim
- 1937 - Tempo Quente
- 1937 - Vá Correr!
- 1938 - A Linda Vovó
- 1938 - Bairro da Cidade
- 1938 - A Mulher do Juca
- 1938 - As Solteironas dos Chapéus Verdes
- 1938 - Bazar dos Brinquedos
- 1938 - Grito de Carnaval
- 1938 - O Cantor da Cidade
- 1938 - Romance dos Bairros
- 1938 - Um Rapaz Teimoso
- 1939 - Conte Comigo
- 1939 - Era Uma Vez Um Vagabundo
- 1939 - Herdeiro na Hora H
- 1939 - Milionário... Sem Vintém
- 1939 - Mulher... à Força!
- 1939 - O Garçom do Casamento
- 1939 - O Testa de Ferro
- 1939/1940 - Na Curva da Glória
- 1941 - Casei-me com um Anjo
- 1941 - Chuvas de Verão
- 1941 - Uma Dupla do Outro Mundo
- 1942 - A Felicidade Pode Esperar...
- 1942 - O Trunfo É Paus!
- 1943 - Teu Sorriso
- 1944 - Branca de Neve e os Sete Anões
- 1944 - César e Cleópatra
- 1945 - Plano Massot
- 1946 - Avatar
- 1948 - O Interventor
- 1949/1950 - Frenesi
- 1950 - As Árvores Morrem de Pé
- 1950 - As Solteironas dos Chapéus Verdes
- 1950 - O Homem do Sótão
- 1950 - O Pecado Original
- 1950 - Os Filhos de Eduardo
- 1950 - O Homem do Sotão
- 1951/1952 - Irene
- 1951 - Yayá Boneca
- 1952 - As Solteironas dos Chapéus Verdes
- 1953 - O Buquê
- 1954 - Carroussel Paulista
- 1955 - O Ébrio
- 1955 - Uma Noite Feliz
- 1956 - A Menina Sem Nome
- 1956 - Quem Comeu Foi Pai Adão
- 1958 - Fruto Proibido
- 1958 - JK Vai Lá
- 1959/1960 - De Cabral a JK
- 1961 - O Amor na Terra do Cangaço
- 1961 - Terra Seca
- 1962/1963 - Três em Lua de Mel
- 1968/1969 - A Moreninha